# سیارک ۵۱۹۴
سیارک ۵۱۹۴ (به انگلیسی: 5194 Bottger، نامگذاری:4641P-L) پنج هزار و صد و نود و چهارمین سیارک کشف شده‌است که در ۲۴ سپتامبر ۱۹۶۰ کشف شد.
قدر مطلق سیارک برابر ۱۴٫۰۰ است.